# Cyrtochilum flexuosum
Cyrtochilum flexuosum är en orkidéart som beskrevs av Carl Sigismund Kunth. Cyrtochilum flexuosum ingår i släktet Cyrtochilum, och familjen orkidéer. Inga underarter finns listade i Catalogue of Life.
Cyrtochilum flexuosum växer i västra sydamerika.

## Bilder

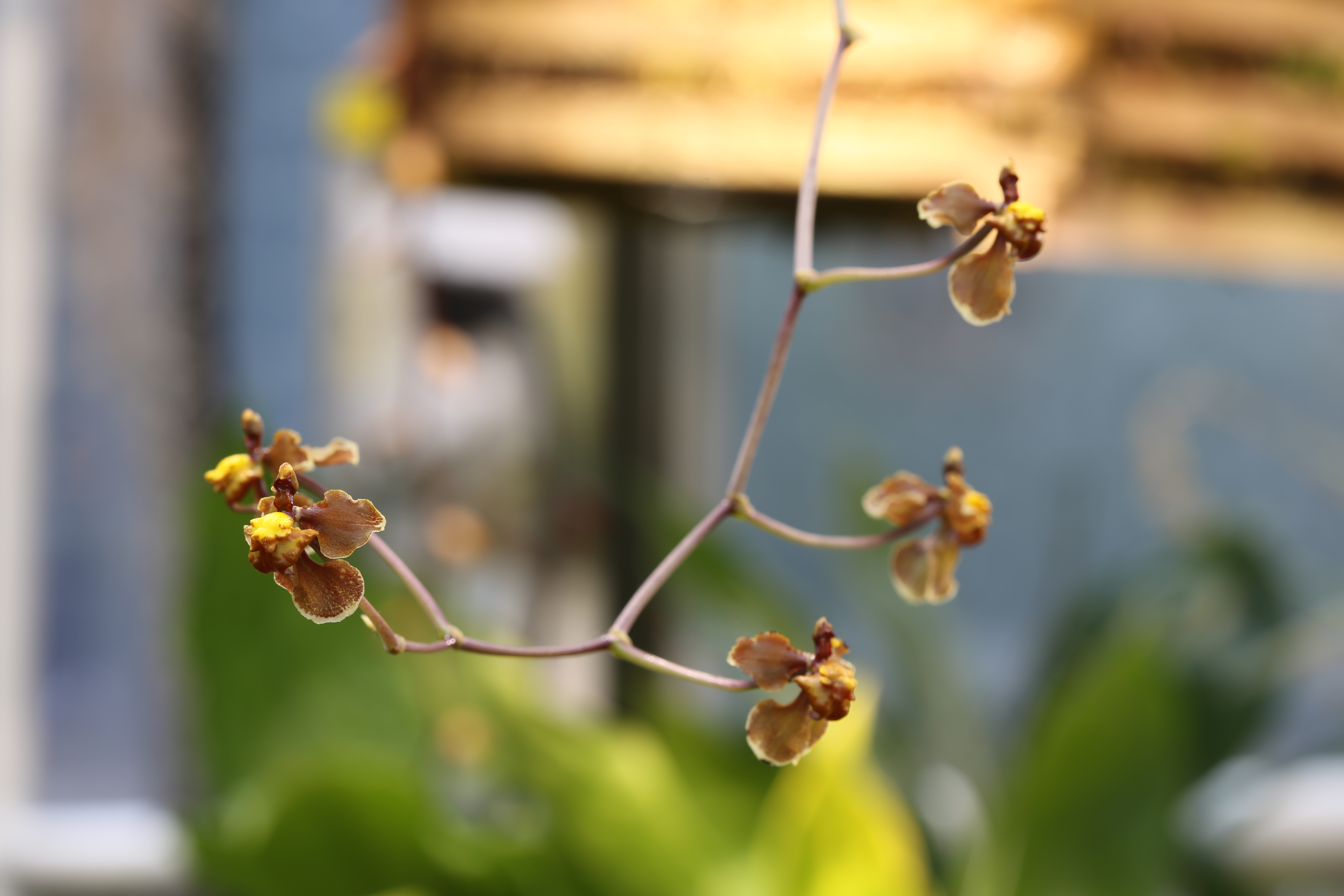
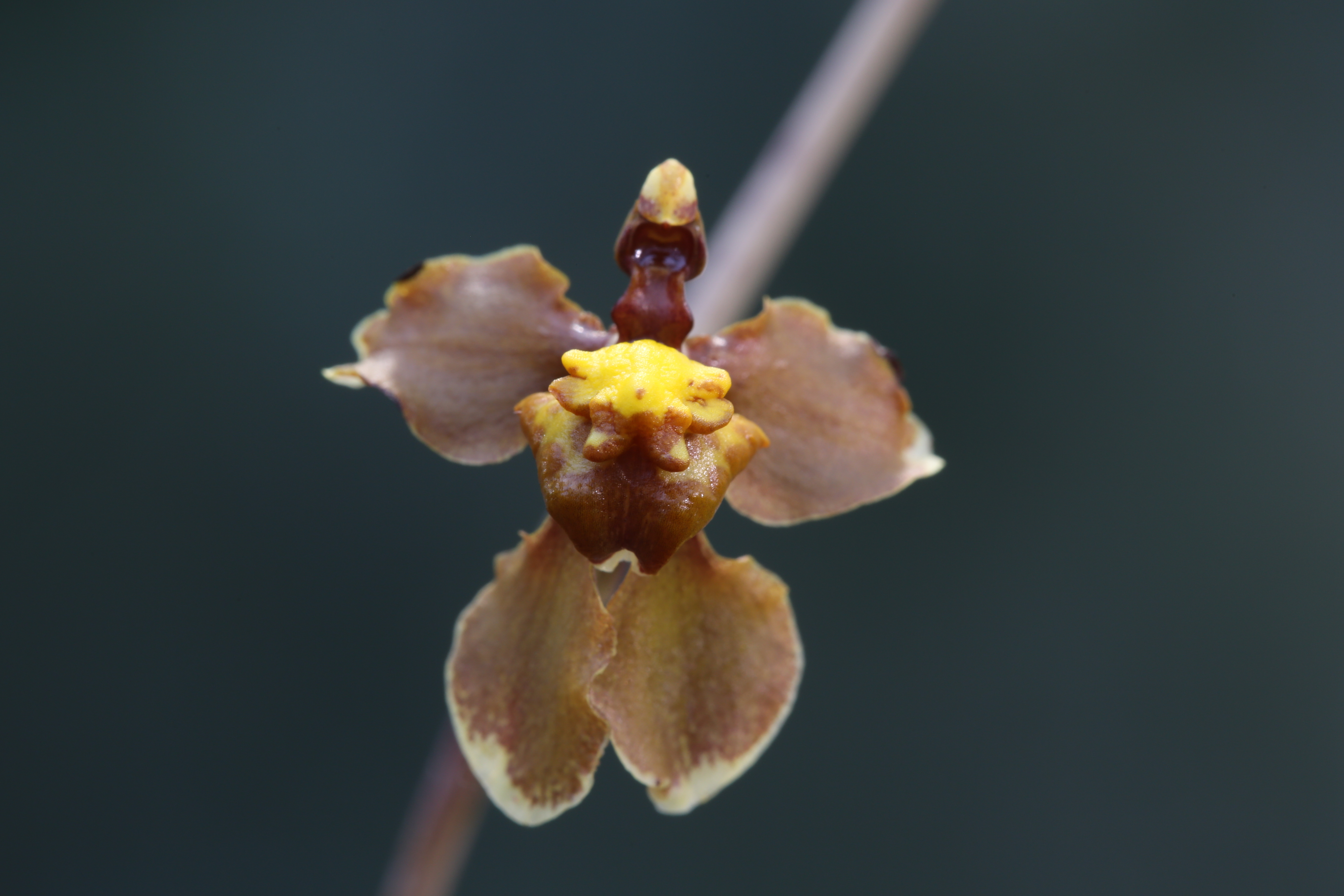